# Мекш, Эдуард Брониславович
Эдуа́рд Бронисла́вович Мекш (25 октября 1939, Ленинград — 11 июня 2005, Даугавпилс) — латвийский литературовед, хабилитированный доктор филологии (1994), профессор Даугавпилсского университета.

## Биография
Окончил Даугавпилсский педагогический институт (впоследствии Даугавпилсский педагогический университет; 1966). Работал в Даугавпилсском педагогическом университете (ныне Даугавпилсский университет) на кафедре русской литературы и культуры. Участвовал в деятельности даугавпилсского Центра русской культуры (Дом Каллистратова), был председателем Совета ЦРК. Сотрудничал с даугавпилсскими литературными альманахами «Newgene», «Провинциальный альманах».

## Направления исследований
Автор восьми монографий по истории русской литературы («Русская новокрестьянская поэзия», 1991; «Образ Великой Матери (религиозно-философские традиции в эпическом творчестве Николая Клюева)», 1995 и другие), трёх учебных пособий и многочисленных статей (около двухсот), посвящённых русской литературе, преимущественно творчеству С. А. Есенина, Н. А. Клюева, а также А. И. Формакова, И. С. Лукаша. В последние годы занимался также изучением истории и истории культуры старообрядчества в Латвии, в частности, И. Н. Заволоко. Статьи публиковались в сборниках, периодических и сериальных научных изданиях Латвии, Литвы, России, Франции, Эстонии и других стран, в региональном «Балтийском архиве».

## Публикации

### Книги
- Есенин на латышском языке (20—30-е годы): Метод. материалы по спецкурсу. Даугавпилс: Даугавпилс. пед. ин-т, 1983, 76 с.(совместно с К. Ф. Прейсом)
- Поэма С. А. Есенина «Анна Снегина»: Учеб. пособие. Рига: Латв. гос. ун-т, 1987, 67 с.
- Сергей Есенин в контексте русской литературы: Учеб. пособие. Рига: Латв. гос. ун-т, 1989, 119 с.
- Русская новокрестьянская поэзия: Учеб. пособие. Даугавпилс: Даугавпилс. пед. ин-т, 1991, 99 с.
- Образ Великой Матери (религиозно-философские традиции в эпическом творчестве Николая Клюева). Даугавпилс, 1995

### Статьи
- Письма к родным С. Есенина как лирический цикл // Вопросы сюжетосложения. Рига, 1978.
- Сюжетно-композиционная система книги стихов С. Есенина «Москва Кабацкая» // Сюжетосложение в русской литературе. Даугавпилс, 1980.
- Миф о мировом древе и современность в послеоктябрьском творчестве С. Есенина // Пространство и время в литературе и искусстве. Конец XIX века — XX век. Даугавпилс, 1987. С. 28—30
- Мифопоэтическая основа поэмы С. Есенина «Чёрный человек» // Вечные темы и образы в советской литературе. Грозный, 1989.
- «Живой душе пускай рассудок служит» (Н. Рубцов и С. Есенин) // Славянская филология. Творчество С. А. Есенина: Традиции и новаторство. Рига, 1990. С. 114—131. (Науч. тр. / Латв. ун-т; Т. 550)
- «Дурной арабчонок» или «дворянский сын Пушкин» // Филологические чтения: 1996. Даугавпилс
- Марина Цветаева в «Перезвонах» // Балтийский архив: Русская культура в Прибалтике, I. Таллин: 1996. С. 231—236
- «Ниспала полынная звезда» (пророчество Николая Клюева) // Николай Клюев. Исследования и материалы. Москва: Наследие, 1997. С. 68—78.
- Аз Бог Ведаю Глагол Добра («Избяной космос» как будущность России в «Поддонном псалме» Н. Клюева) // Славянские Чтения. I / Даугавпилсский центр русской культуры (Дом Каллистратова); Даугавпилсский педагогический университет: Кафедра русской литературы и культуры. Даугавпилс—Резекне: Изд-во Латгальского культурного центра, 2000. С. 171—185
- Хронотоп «избяного космоса» в стихотворении Н. Клюева «Наша собачка у ворот отлаяла…» // Пространство и время в литературе и искусстве. Вып. 12.
- Мифологический архетип в искусстве и в жизни: (Всеволод Иванов и Варлам Шаламов) // Русская литература. 2002. № 2. С. 226—234
- Двинские отклики 1926 г. на смерть С. Есенина // Newgene. Невгин. Альманах независимых интерпретаций действительности. 2002, № 4. С. 62—65
- Евгений Шкляр о Сергее Есенине // Литература. Научные труды = Literatūra. Mokslo darbai. 44 (2): Rusistica Vilnensis, 2003. С. 109—114 (см. то же  (недоступная ссылка с 25-05-2013 [4435 дней] — история, копия))
- «Зимние стихи» Сергея Есенина 1925 года (опыт реконструкции несостоявшегося цикла) // Славянские Чтения. III / Даугавпилсский центр русской культуры (Дом Каллистратова); Даугавпилсский педагогический университет: Кафедра русской литературы и культуры. Даугавпилс—Резекне: Изд-во Латгальского культурного центра, 2003. С. 183—213
- Есенин в творческой судьбе Арсения Формакова (20—30-е годы) // Литература. Научные труды = Literatūra. Mokslo darbai. 46 (2): Rusistica Vilnensis, 2004. С. 24—37 (см. то же)
- Двинский писатель Арсений Формаков в парижском журнале «Числа»
- Частушки из собрания И. Д. Фридриха // Русский фольклор в Латвии: частушки. Собрание И. Д. Фридриха. Сост. Ю. И. Абызов. Рига: Латвийское общество русской культуры, 2004. С. 15—31.

### Публикации
- А. Формаков. Две могилы. Из впечатлений поездки в СССР. Публ. и коммент. Э. Мекша и В. Хазана // Есенинский сборник. Даугавпилс, 1995.
- А. И. Формаков (1900—1983). Биография (по воспоминаниям дочери Е. Формаковой). Публ., вст. ст. и коммент. Э. Б. Мекша // Балтийский архив. Русская культура в Прибалтике, VII, Вильнюс, 2002 (см. то же)